# Варыпаевы
Варыпаевы (Ворыпаевы) — древний русский дворянский род.
При подаче документов (17 марта 1686), для внесения рода в Бархатную книгу была предоставлена родословная роспись Ворыпаевых и пять царских грамот (1519-1591), две из которых жалованные грамоты на поместья, родословная подана за подписью Льва Ворыпаева.
Из многочисленных ветвей этого рода в древнем дворянстве утверждена лишь одна, происходящая от Матвея Родионовича Варыпаева (1682), — со внесением в VI часть родословных книг Рязанской и Тульской губерний.
Двум другим ветвям рода Варыпаевых, происходящим, несомненно, от одного родоначальника, Григория Ивановича Варыпаева, вёрстанного поместным окладом (1628—1629), несмотря на запись их в VI часть родословной книги рязанским дворянским депутатским собранием, герольдией в древнем дворянстве отказано.

## История рода
Восходит к самому началу XVI века, владел поместьями преимущественно в Рязанском крае. Неклюд Ворыпаев упомянут (1500—1520). Великий рязанский князь Иван Иванович пожаловал детей боярских (1519) Ивана Щеку и Гаврила Фёдоровых детей Ворыпаевых поместьем Вольяшевским в Рязанском княжестве. Царь Иван IV Васильевич дал Гавриле Фёдоровичу Ворыпаеву деревни Окулинское в Окологородном стане, деревню Петрищево и половину деревни Скобелевское в Кобыльском стане Рязанского уезда (1547).
По опричнине казнён новгородский подьячий Иван Ворыпаев с женою (1570).
Жена Ивана Ворыпаева владела вотчиной в Муромском уезде (ранее 1571). Меньшин и Неждан Даниловичи служили по Коломне и владели там поместьями (1577). Пять представителей рода владели поместьями в Каширском уезде (1578). Григорий и Иван Ждановы владели поместьями в Дедиловском уезде (1588). Семён Гаврилович был головою в Михайлове (1590). Андрей Савинович владел поместьем в Орловском уезде (1594).
Фёдор Васильевич и Иван Федотович владели поместьями в Нижегородском уезде (1613—1629). Григорий, Клим и Дементий Ивановичи владели поместьями в Мценском уезде (1666).
Одиннадцать представителей рода владели населёнными имениями (1699).

## Описание герба
Щит скошенно-четырёхчастный. Две боковые части лазоревые, верхняя и нижняя — червлёные. В середине щита накрест два серебряных с золотыми рукоятками меча (польский герб Пелец). В каждой части герба по вертикально стоящему серебряному сошнику (изм. польский герб Лариса).
Щит увенчан дворянским коронованным шлемом. Нашлемник: шесть страусовых перьев в два ряда. Верхний ряд — среднее червлёное, крайние серебряные; нижний — среднее серебряное, крайние лазоревые. Намёт справа червлёный, слева лазоревый, подложенный серебром. Щитодержатели: два бурых медведя. Девиз «ИСПОЛНИ СВОЙ ДОЛГ» серебром по червлени. Герб Варыпаевых внесён в Часть 21 Общего гербовника дворянских родов Всероссийской империи, стр. 11.

## Известные представители
- Ворыпаевы: Михаил Григорьевич, Иван Матвеевич, Иван Богданович — муромские городовые дворяне (1597).
- Ворыпаев Борис — губной староста в Муроме (1637).
- Ворыпаев Филат — жилец (1649).
- Ворыпаев Яков Любимович — стряпчий (1682), стольник (1682—1692).
- Ворыпаев Иван Фёдорович — стряпчий (1683—1692).
- Ворыпаев Пётр Львович — стряпчий (1692).
- Ворыпаев Михаил Фёдорович — московский дворянин (1692)[6].
- Ворыпаев Пётр Васильевич (1727—?) — директор Московской синодальной типографии[7].